# Unione Sportiva Avellino 1997-1998
Questa voce raccoglie le informazioni riguardanti l'Unione Sportiva Avellino nelle competizioni ufficiali della stagione 1997-1998.

## Rosa
| N. |                   | Ruolo | Calciatore                      |
| -- | ----------------- | ----- | ------------------------------- |
|    | Italia (bandiera) | P     | Marco D'Argenio                 |
|    | Italia (bandiera) | P     | Roberto De Juliis               |
|    | Italia (bandiera) | P     | Luigi Sassanelli                |
|    | Italia (bandiera) | D     | Emilio Abeni                    |
|    | Italia (bandiera) | D     | Fabrizio Baldini                |
|    | Italia (bandiera) | D     | Igor Bertoncelli                |
|    | Italia (bandiera) | D     | Luca Bocchino                   |
|    | Italia (bandiera) | D     | Giuseppe Colacicco              |
|    | Italia (bandiera) | D     | Gianluca Colavitto              |
|    | Italia (bandiera) | D     | Simone Dei Medici               |
|    | Italia (bandiera) | D     | Fabio Di Lauro                  |
|    | Italia (bandiera) | D     | Giuseppe Di Meo (vice capitano) |
|    | Italia (bandiera) | D     | Marco Pennacchietti             |
|    | Italia (bandiera) | C     | Giuseppe Anaclerio              |
|    | Italia (bandiera) | C     | Antonio Bitetti                 |
|    | Italia (bandiera) | C     | Alfredo Cardinale               |

| N. |                   | Ruolo | Calciatore                 |
| -- | ----------------- | ----- | -------------------------- |
|    | Italia (bandiera) | C     | Antonio Cresta             |
|    | Italia (bandiera) | C     | Luigi D'Alessio            |
|    | Italia (bandiera) | C     | Davide De Filippis         |
|    | Italia (bandiera) | C     | Andrea Di Salvatore        |
|    | Italia (bandiera) | C     | Cisco Guida                |
|    | Italia (bandiera) | C     | Gaetano Pirone             |
|    | Italia (bandiera) | A     | Mario Bonfiglio            |
|    | Italia (bandiera) | A     | Carmine Carraturo          |
|    | Italia (bandiera) | A     | Andrea Cecchini (capitano) |
|    | Italia (bandiera) | A     | Antonio Criniti            |
|    | Italia (bandiera) | A     | Firmino Elia               |
|    | Italia (bandiera) | A     | Massimiliano Fanesi        |
|    | Italia (bandiera) | A     | Salvatore Fresta           |
|    | Italia (bandiera) | A     | Emanuele Matzuzzi          |
|    | Italia (bandiera) | A     | Roberto Palma              |
|    | Italia (bandiera) | A     | Massimiliano Vadacca       |

## Risultati

### Campionato

#### Girone di andata
| 31 agosto 1997 1ª giornata | Avellino | 2 – 1 | Palermo |  |

| 7 settembre 1997 2ª giornata | Ternana | 1 – 1 | Avellino |  |

| 14 settembre 1997 3ª giornata | Avellino | 0 – 1 | Ischia Isolaverde |  |

| 21 settembre 1997 4ª giornata | Savoia | 1 – 0 | Avellino |  |

| 28 settembre 1997 5ª giornata | Avellino | 2 – 1 | Gualdo |  |

| 5 ottobre 1997 6ª giornata | Turris | 2 – 0 | Avellino |  |

| 12 ottobre 1997 7ª giornata | Avellino | 1 – 1 | Atletico Catania |  |

| 19 ottobre 1997 8ª giornata | Lodigiani | 0 – 0 | Avellino |  |

| 26 ottobre 1997 9ª giornata | Avellino | 1 – 0 | Giulianova |  |

| 9 novembre 1997 10ª giornata | Ascoli | 2 – 1 | Avellino |  |

| 16 novembre 1997 11ª giornata | Avellino | 1 – 0 | Acireale |  |

| 23 novembre 1997 12ª giornata | Juve Stabia | 1 – 1 | Avellino |  |

| 30 novembre 1997 13ª giornata | Avellino | 2 – 0 | Casarano |  |

| 14 dicembre 1997 14ª giornata | Cosenza | 3 – 1 | Avellino |  |

| 21 dicembre 1997 15ª giornata | Nocerina | 1 – 1 | Avellino |  |

| 28 dicembre 1998 16ª giornata | Avellino | 2 – 0 | Fermana |  |

| 11 gennaio 1998 17ª giornata | Battipagliese | 1 – 1 | Avellino |  |

#### Girone di ritorno
| 18 gennaio 1998 18ª giornata | Palermo | 1 – 0 | Avellino |  |

| 25 gennaio 1998 19ª giornata | Avellino | 0 – 2 | Ternana |  |

| 1º febbraio 1998 20ª giornata | Isola d'Ischia | 1 – 2 | Avellino |  |

| 8 febbraio 1998 21ª giornata | Avellino | 1 – 0 | Savoia |  |

| 15 febbraio 1998 22ª giornata | Gualdo | 3 – 2 | Avellino |  |

| 22 febbraio 1998 23ª giornata | Avellino | 2 – 0 | Turris |  |

| 1º marzo 1998 24ª giornata | Atletico Catania | 1 – 0 | Avellino |  |

| 8 marzo 1998 25ª giornata | Avellino | 2 – 1 | Lodigiani |  |

| 15 marzo 1998 26ª giornata | Giulianova | 1 – 1 | Avellino |  |

| 22 marzo 1998 27ª giornata | Avellino | 2 – 1 | Ascoli |  |

| 5 aprile 1998 28ª giornata | Acireale | 0 – 1 | Avellino |  |

| 11 aprile 1998 29ª giornata | Avellino | 2 – 2 | Juve Stabia |  |

| 19 aprile 1998 30ª giornata | Casarano | 1 – 0 | Avellino |  |

| 26 aprile 1998 31ª giornata | Avellino | 1 – 3 | Cosenza |  |

| 3 maggio 1998 32ª giornata | Avellino | 0 – 0 | Nocerina |  |

| 10 maggio 1998 33ª giornata | Fermana | 3 – 2 | Avellino |  |

| 17 maggio 1998 34ª giornata | Avellino | 2 – 2 | Battipagliese |  |